# Typhlosaurus braini
Typhlosaurus braini — вид сцинкоподібних ящірок родини сцинкових (Scincidae). Ендемік Намібії. Вид названий на честь південноафриканського палеонтолога Чарлза Кімберліна Брейна.

## Опис
Довжина Typhlosaurus braini становить 15-20 см (без врахування хвоста). Кінцівки у них відсутні. Тіло має рівномірно світло-рожеве забарвлення.

## Поширення і екологія
Typhlosaurus braini мешкають в пустелі Наміб, від річки Куйсеб на південь до міста Людериц. Вони живуть в піщаних дюнах, на висоті від 50 до 400 м над рівнем моря. Ведуть риючий спосіб життя. Живляться термітами і личинками комах. Є живородними. Іноді стають жертвами намібійських златокротів Eremitalpa granti.